# 村田和哉 (野球)
村田 和哉（むらた かずや、1985年7月23日 - ）は、千葉県流山市出身の元プロ野球選手（外野手、右投左打）・コーチ。2016年より北海道日本ハムファイターズ・ベースボールアカデミーのコーチを務めている。

## 経歴
小学校4年生の時に地元の少年野球チーム「加岸クラブ」で野球を始め、最初は1番ショート。子供の頃から足が速かったことから野球チームに誘われ、田中一徳（元横浜）のプレーを見て、自分でも出来るかなと思い始めたと言う。この時にはすでにプロになりたいと思っていた。このチームの先輩には押本健彦がいる。元々は右打ちであったが、俊足を生かせるように少年時代の指導者から左打ちにするよう勧められた。
市立船橋高校では甲子園出場は叶わず、その後東都の中央大学に入学。1年春から出場、秋からレギュラーとなり、常に打率3割台を記録。3年春からチームは2部に降格したが、1部・2部通算で107安打を記録した。1年秋と2年秋にベストナインを獲得。4年時には主将を務めた。
2007年プロ野球ドラフト会議（大学生・社会人ほか対象）で日本ハムから4巡目指名を受け入団。入団時には「体格に恵まれない野球少年や、いろいろな境遇の人たちに、夢や希望、励ましを与えられる選手になりたい」と語った。

### プロ入り後
2008年は一軍で15試合に出場。二軍（イースタン・リーグ）では75試合に出場し、打率.290、出塁率.369、35盗塁でイ・リーグの最多盗塁を獲得した。
2009年は44試合の出場で55打数ながら打率.291を記録し、8盗塁も記録した。
2010年、二軍では74試合の出場で打率.283、出塁率.359、13盗塁を記録したが、一軍では19試合の出場で打率.207に終わり、盗塁も記録できなかった。
2011年、主に中田翔の守る左翼手の守備固めで出場が多かった。
2014年10月21日に球団より戦力外通告を受けた。 
2015年はベースボール・チャレンジ・リーグの福島ホープスにて選手兼任コーチとしてプレー。10月26日付で退団し、現役を引退した。

### 引退後
2016年より日本ハムのベースボールアカデミー・コーチに就任。

## 選手としての特徴・人物
一塁到達3.71秒の俊足を誇り、高校時代には体育祭の100メートル走で陸上部員に勝ったことがあるという。
高校時代はチーターの様な走りから「南米の黒豹」と称されていた。
目標とする選手は、同じく俊足で有名だった元阪神タイガースの赤星憲広と、ファイターズの先輩の田中賢介。
大学時代の3期先輩である亀井義行からは、走り打ちを避けバットをきちんと振り切るようアドバイスされていた。
高校時代の同級生に東京ヴェルディの佐藤優也、VVVフェンローのカレン・ロバート、柏レイソルの増嶋竜也らがいる。
外野手であることに加え低身長が俊足を際立たせることもあってか、日本ハムOBで野球解説者の岩本勉から「リアルピノ」と呼ばれている。
2010年オフに、一軍でやり通す覚悟で逃げ道を失わせるため、鎌ケ谷の寮を引き払い、札幌市内にマンションを借り住民票を移した。
父は時間があれば各地へ山登りに行くほど大の登山好きで、『想い出の山日記 150座』という著書を文芸社から出版している。村田も子供の頃は父と一緒に登山に行ったとのことだが「登山は特に好きではない」という。

## 詳細情報

### 年度別打撃成績
| 年 度     | 球 団     | 試 合 | 打 席 | 打 数 | 得 点 | 安 打 | 二 塁 打 | 三 塁 打 | 本 塁 打 | 塁 打 | 打 点 | 盗 塁 | 盗 塁 死 | 犠 打 | 犠 飛 | 四 球 | 敬 遠 | 死 球 | 三 振 | 併 殺 打 | 打 率 | 出 塁 率 | 長 打 率 | O P S |
| --------- | --------- | ----- | ----- | ----- | ----- | ----- | -------- | -------- | -------- | ----- | ----- | ----- | -------- | ----- | ----- | ----- | ----- | ----- | ----- | -------- | ----- | -------- | -------- | ----- |
| 2008      | 日本ハム  | 15    | 40    | 34    | 5     | 8     | 0        | 0        | 0        | 8     | 1     | 0     | 3        | 3     | 0     | 2     | 0     | 1     | 12    | 0        | .235  | .297     | .235     | .533  |
| 2009      | 日本ハム  | 44    | 61    | 55    | 15    | 16    | 1        | 2        | 0        | 21    | 5     | 8     | 1        | 2     | 0     | 4     | 0     | 0     | 9     | 1        | .291  | .339     | .382     | .721  |
| 2010      | 日本ハム  | 19    | 37    | 29    | 2     | 6     | 0        | 0        | 0        | 6     | 2     | 0     | 1        | 3     | 2     | 3     | 0     | 0     | 4     | 1        | .207  | .265     | .207     | .472  |
| 2011      | 日本ハム  | 52    | 23    | 22    | 10    | 7     | 0        | 0        | 0        | 7     | 1     | 4     | 2        | 1     | 0     | 0     | 0     | 0     | 6     | 0        | .318  | .318     | .318     | .636  |
| 2012      | 日本ハム  | 15    | 10    | 9     | 3     | 1     | 0        | 0        | 0        | 1     | 0     | 0     | 1        | 0     | 0     | 1     | 0     | 0     | 3     | 0        | .111  | .200     | .111     | .311  |
| 2013      | 日本ハム  | 24    | 29    | 24    | 2     | 8     | 0        | 0        | 0        | 8     | 0     | 3     | 1        | 2     | 0     | 3     | 0     | 0     | 4     | 0        | .333  | .407     | .333     | .740  |
| 2014      | 日本ハム  | 42    | 63    | 58    | 13    | 12    | 0        | 1        | 0        | 14    | 1     | 2     | 4        | 3     | 0     | 2     | 0     | 0     | 19    | 1        | .207  | .233     | .241     | .474  |
| 通算：7年 | 通算：7年 | 211   | 263   | 231   | 50    | 58    | 1        | 3        | 0        | 65    | 10    | 17    | 13       | 14    | 2     | 15    | 0     | 1     | 57    | 3        | .251  | .297     | .281     | .579  |

### 年度別守備成績
| 年 度 | 球 団    | 外野  | 外野  | 外野  | 外野  | 外野  | 外野     |
| 年 度 | 球 団    | 試 合 | 刺 殺 | 補 殺 | 失 策 | 併 殺 | 守 備 率 |
| ----- | -------- | ----- | ----- | ----- | ----- | ----- | -------- |
| 2008  | 日本ハム | 13    | 25    | 0     | 1     | 0     | .962     |
| 2009  | 日本ハム | 32    | 25    | 0     | 0     | 0     | 1.000    |
| 2010  | 日本ハム | 13    | 15    | 0     | 0     | 0     | 1.000    |
| 2011  | 日本ハム | 40    | 14    | 0     | 0     | 0     | 1.000    |
| 2012  | 日本ハム | 2     | 2     | 0     | 0     | 0     | 1.000    |
| 2013  | 日本ハム | 22    | 28    | 0     | 0     | 0     | 1.000    |
| 2014  | 日本ハム | 35    | 37    | 0     | 0     | 0     | 1.000    |
| 通算  | 通算     | 157   | 146   | 0     | 1     | 0     | .993     |

### 記録
NPB
- 初出場・初先発出場：2008年4月5日、対オリックス・バファローズ2回戦（京セラドーム大阪）、7番・左翼手で先発出場
- 初打席・初安打：同上、2回表に近藤一樹から左前安打
- 初打点：2008年6月3日、対広島東洋カープ1回戦（札幌ドーム）、5回裏に大竹寛から遊撃ゴロの間に記録
- 初盗塁：2009年5月12日、対東北楽天ゴールデンイーグルス7回戦（クリネックススタジアム宮城）、3回表に二盗（投手：朝井秀樹、捕手：嶋基宏）

### 独立リーグでの打撃成績
| 年 度     | 球 団     | 試 合 | 打 数 | 得 点 | 安 打 | 二 塁 打 | 三 塁 打 | 本 塁 打 | 打 点 | 三 振 | 四 球 | 死 球 | 犠 打 | 犠 飛 | 盗 塁 | 失 策 | 併 殺 打 | 打 率 | 出 塁 率 | 長 打 率 | O P S |
| --------- | --------- | ----- | ----- | ----- | ----- | -------- | -------- | -------- | ----- | ----- | ----- | ----- | ----- | ----- | ----- | ----- | -------- | ----- | -------- | -------- | ----- |
| 2015      | 福島      | 49    | 184   | 35    | 50    | 7        | 2        | 0        | 15    | 27    | 11    | 2     | 7     | 0     | 16    | 0     | 2        | .272  | .320     | .380     | .700  |
| 通算：1年 | 通算：1年 | 49    | 184   | 35    | 50    | 7        | 2        | 0        | 15    | 27    | 11    | 2     | 7     | 0     | 16    | 0     | 2        | .272  | .320     | .380     | .700  |

### 背番号
- 51 （2008年 - 2014年）
- 24 （2015年）

### 登場曲
- FUNKY MONKEY BABYS 『ちっぽけな勇気』 （ - 2013年）[11]